# Специальные войска Польши
Специа́льные войска́ По́льши (пол. Wojska Specjalne) — один из четырёх видов Вооружённых сил Республики Польша, официально созданный в 1990 году после отстранения коммунистов от власти. Классифицируется как подразделения специального назначения. Боевое крещение Специальные войска приняли во время миротворческой миссии в зоне израильско-ливанского конфликта. Личный состав проходит учения совместно со спецназом ВМС США SEAL и подразделениями спецназа иных стран-членов НАТО. В состав Специальных войск входят командование и спецподразделения. Специальные войска как отдельный вид войск в современном виде были созданы 24 мая 2007 года с изменением закона о всеобщей воинской повинности.

## Командование
Руководство Специальными войсками осуществляется Командованием специальных войск, которое не подчиняется Оперативному командованию Вооружённых сил. В связи с этим Специальные войска могут осуществлять самостоятельные операции при поддержке других видов Вооружённых сил Польши, подобно тому, как операции проводит Оперативное командование. Основное боевое подразделение Специальных войск — боевая группа (пол. Zadaniowy Zespół Bojowy Wojsk Specjalnych), в НАТО соответствующий специальной оперативной группе (англ. Special Operations Task Group).

## Численность
По состоянию на февраль 2011 года — 2250 чел.
По состоянию на начало 2013 года — около 3 тыс. человек

## Организационная структура войск (до 2014)
Командование специальных войск Польши (Краков)
- Jednostka Wojskowa Grom или GROM (Варшава и Гданьск) — универсальное спецподразделение, американским аналогом является «Дельта»[4]
- Jednostka Wojskowa Komandosów или JWK (Люблинец) — спецназ воздушно-десантных войск, американским аналогом являются Зелёные береты[4]
- Jednostka Wojskowa Formoza или Formoza (Гдыня) — спецназ ВМС, американским аналогом является SEAL[4]
- Jednostka Wojskowa Agat или JW AGAT[англ.] (Гливице) — спецназ глубинной разведки, американским аналогом является 75-й полк рейнджеров[4]
- Jednostka Wojskowa Nil или NIL[пол.] (Краков) — воинская часть поддержки управления и обеспечения специальных войск[4]. Названа по имени генерал-майора Августа Эмиля «Нила» Фильдорфа.
- 7-я эскадрилья специального назначения[пол.] (Повидз) — подразделение ВВС, поддержка Специальных войск.

## Эмблема спецвойск
Основой эмблемы является орёл Вооружённых сил, схожий с государственным гербом Польши. Её особенностью является чёрный цвет «щита амазонок» («пелта»), на который опирается орёл. Чёрный цвет символизирует спецвойска во многих странах мира. Кроме того, этот цвет символизирует «чёрную тактику», использованию которой обучены спецвойска.

## Вооружение

### Огнестрельное оружие

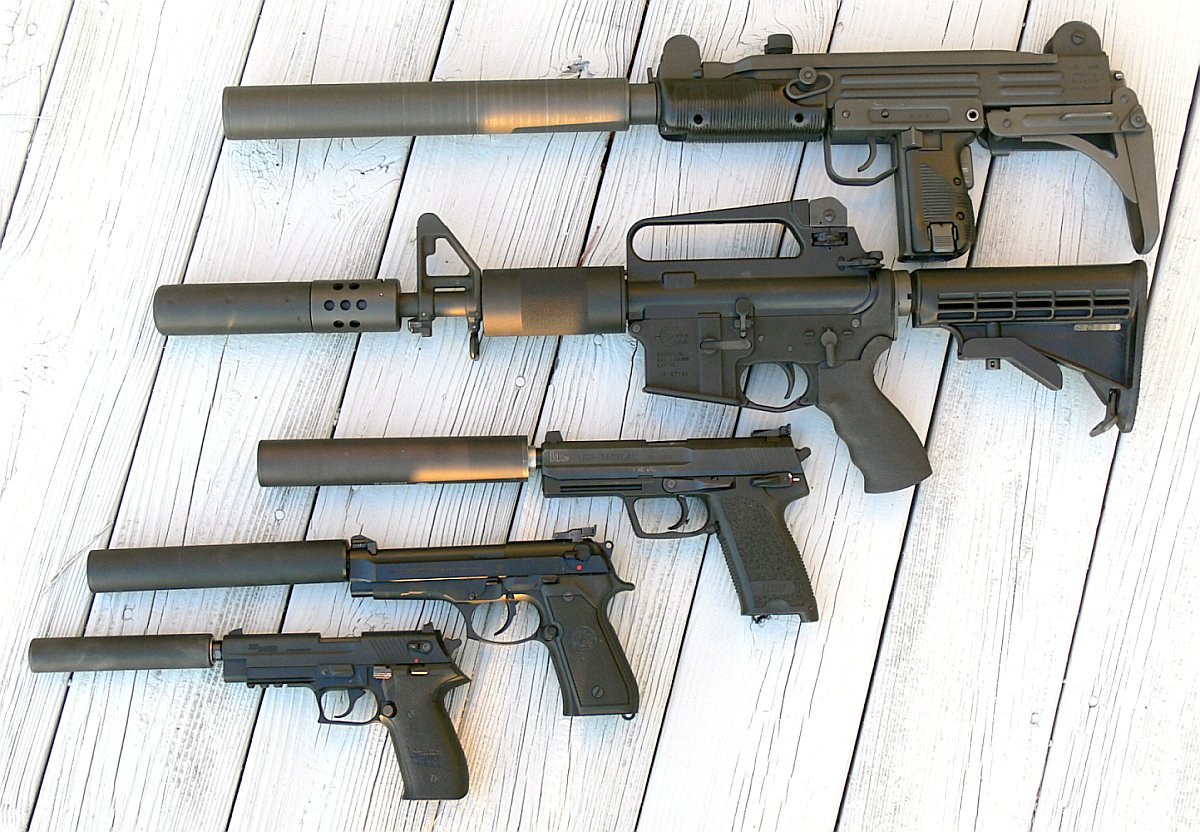
HK USP SD + Глушитель (3-й)

- 9-мм самозарядный пистолет Glock 17
- 11,43-мм, 9-мм самозарядный пистолет HK USP SD глушителем (GROM, коммандос)
- 11,43-мм самозарядный пистолет Heckler & Koch Mark 23
- 9-мм самозарядный пистолет Беретта 92
- 9-мм самозарядный пистолет SIG-Sauer P226 (только в «Формозе»)
- PM-98 (коммандос)
- 9-мм пистолет-пулемёт HK MP5
- 5,7-мм пистолет-пулемёт FN P90 (только в GROM)
- автоматическая винтовка М14 (только в «Формозе»)
- штурмовой карабин 5,56 mm kbs wz.96 Beryl
- 5,56-мм автомат М4
- АК102 (коммандос)
- 5,56-мм автомат HK G36
- 5,56-мм автомат HK 416 с глушителем (GROM и коммандос)
- автомат Калашникова модернизированный (только в «Формозе»)
- дробовик Remington 870 MCS
- снайперская винтовка Драгунова
- снайперская винтовка Sako TRG TRG-21, 22 (коммандос)
- снайперская винтовка AI AWM-F патрон .338 LM
- самозарядная снайперская винтовка HK PSG1
- самозарядная снайперская винтовка SR-25
- снайперская винтовка М21
- снайперская винтовка Remington 700
- снайперская винтовка Mauser SP66
- снайперская винтовка Mauser 86
- крупнокалиберная снайперская винтовка M107 (коммандос)
- снайперская винтовка Bor (коммандос)
- снайперская винтовка Tor (коммандос)
- стрелковый гранатомёт PALLAD
- подствольные гранатомёты: ГП-25, HK AG36, M203, H&K MZP-1, HK AG-C/EGLM
- ручной пулемёт FN Minimi (коммандос, Grom)
- пулемёты ПК и UKM-2000
- 12,7-мм крупнокалиберные пулемёты WKM-B и Browning M2
- противотанковый гранатомёт РПГ-7 (коммандос)
- автоматический станковый гранатомёт HK GMG (коммандос и Grom)
- безоткатное орудие Carl Gustaf M2
- Миномёты: LRM vz. 99 ANTOS и LM-60K
- переносной зенитно-ракетный комплекс «Grom» (коммандос)

### Транспортные средства[6]

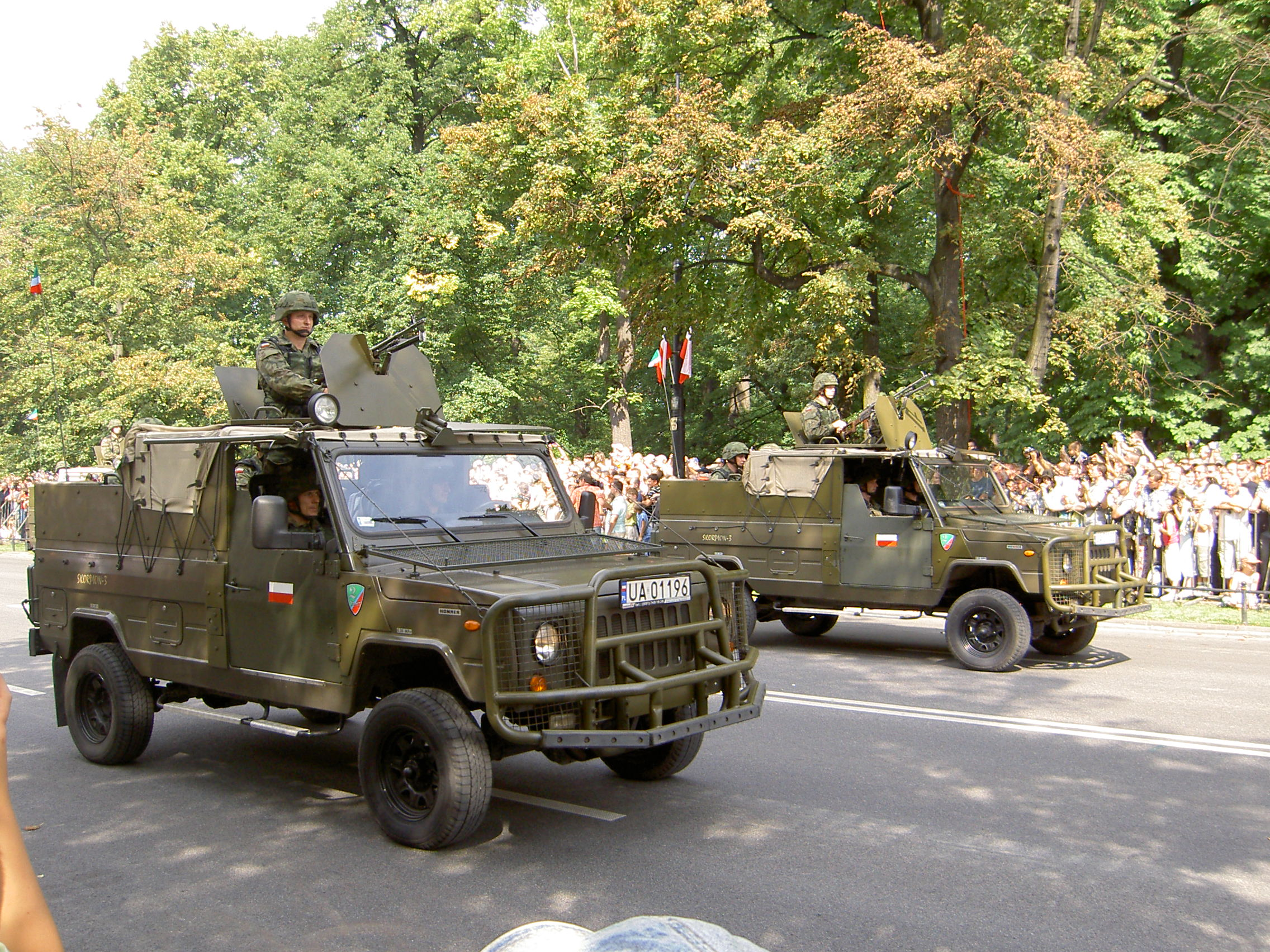
Польский внедорожник Honker Skorpion 3

- вездеход HMMWV M1151A1 (15 единиц) (коммандос)
- вездеход «Тойота» Land Cruiser, Hilux (GROM и коммандос)
- внедорожник Land Rover Defender 90, 110 (10 единиц в GROM и «Формозе»)
- Мотовездеходы Honda TRX 400 4x4 (коммандос)
- грузовой внедорожник Mercedes-Benz Atego 1323AK (16 единиц)
- польский (производится в Люблине) внедорожник Honker Skorpion 3 (коммандос)
- польский (производится в Стараховице) грузовик Star 1444
- грузовик Volvo FM (23 единицы)

## Командующие
До 31 декабря 2013 года руководство специальными войсками осуществляло Командование специальных войск Польши.
- дивизионный генерал Эдвард Грушка[пол.] (1 января — 15 августа 2007)
- дивизионный генерал Влодзимеж Потасиньский (15 августа 2007 — 10 апреля 2010)
- бригадный генерал Марек Ежи Ольбрыхт[пол.], заместитель командующего, и.о. командующего (10 апреля — 15 августа 2010)
- бригадный генерал Пётр Палатёнг[пол.] (15 августа 2010 — 31 декабря 2013)
- бригадный генерал Ежи Гут[пол.] (1 января 2014 — 14 марта 2017)[7]
- бригадный генерал Войцех Мархвица (15 марта 2017 — 1 октября 2018)
- полковник/бригадный генерал Славомир Друмович (с 1 октября 2018)